# Solegnathus spinosissimus
Solegnathus spinosissimus е вид морска игла от семейство иглови (Syngnathidae).

## Разпространение и местообитание
Видът е разпространен в Австралия (Австралийска столична територия, Виктория и Тасмания) и Нова Зеландия.
Обитава крайбрежията на океани, морета, рифове и реки. Среща се на дълбочина от 114 до 230 m, при температура на водата от 8,4 до 16 °C и соленост 34,4 – 35,5 ‰.

## Описание
На дължина достигат до 49 cm.